# Teresa Almeida
Teresa Patricia Almeida (født 5. april 1988 i Luanda, Angola) er en kvindelig angolansk håndboldspiller som spiller for Petro de Luanda og Angolas kvindehåndboldlandshold.
Hun deltog under Sommer-OL 2016 i Rio de Janeiro, hvor Angola blev nummer 8 i turneringen.